# تیوکربوکسیلیک اسید
تیوکربوکسیلیک اسید عبارتند از ترکیبات آلی گوگرد مرتبط با کربوکسیلیک اسید با جانشینی یکی از اتم‌های اکسیژن با یک اتم گوگرد. دو توتومر ممکن است:
1. تیون با شکل (RC(S)OH)
2. تیول با شکل (RC(O)SH))[۱]

گاهی این دو به ترتیب با نام‌های «کربوتیوئیک اُ-اسید» و «کربوتیوئیک اس-اسید» هم شناخته می‌شوند. شکل تیون معمول تر است مانند تیواستیک اسید.
یکی از تیوکربوکسیلیک اسیدهای موجود در طبیعت ۲٬۶-اسید پیریدن دی کربوتیوئیک است که یک آهن‌بر است.

## ساخت
تیوکربوکسیلیک اسیدها معمولاً با واکنش جانشینی دوگانه از آسیل کلرید بدست می‌آیند. به این ترتیب که از تبدیل بنزوئیل کلرید به تیوبنزوئیک اسید با استفاده از پتاسیم هیدروسولفید طبق رابطهٔ زیر:
C6H5C(O)Cl + KSH → C6H5C(O)SH + KCl